# Zaitunia vahabzadehi
Espèce
Zaitunia vahabzadehi est une espèce d'araignées aranéomorphes de la famille des Filistatidae.

## Distribution
Cette espèce est endémique de la province de Téhéran en Iran,.

## Description
La femelle holotype mesure 3,35 mm.

## Étymologie
Cette espèce est nommée en l'honneur d'Abdolhossein Vahabzadeh.

## Publication originale
- Zamani & Marusik, 2016 : A new species and new distribution records of Zaitunia from Iran (Araneae: Filistatidae). Zoology in the Middle East, vol. 62, no 4, p. 373-376.